# 肥田真幸
肥田 真幸（ひだ さねゆき、1919年（大正8年）3月21日 - 2012年（平成24年）9月12日）は、元大日本帝国海軍軍人、海上自衛官。海兵第67期卒業。第9代航空集団司令官（海将）。鹿児島県出身。

## 略歴
- 1919年（大正8年）3月：鹿児島県日置郡串木野村生まれ。戸籍上の氏名は「肥田 眞幸」である[要出典]。
- 1939年（昭和14年）7月25日：海軍兵学校（第67期）卒業、任海軍少尉候補生、「八雲」乗組[1]。兵学校同期には中村悌次（元海上幕僚長）がいた。
- 1940年（昭和15年）
  - 5月1日：海軍少尉に任官[2]、重巡洋艦「愛宕」乗組
  - 11月25日：海軍練習航空隊飛行学生[3]
- 1941年（昭和16年）
  - 10月15日：海軍中尉に進級[4]
  - 11月17日：大村海軍航空隊附兼教官[5]
- 1942年（昭和17年）1月25日：霞ヶ浦海軍航空隊附兼教官[6]
- 1943年（昭和18年）
  - 6月1日：海軍大尉に進級[7]
  - 7月1日：第331海軍航空隊分隊長[8]
  - 9月1日：第551海軍航空隊飛行隊長兼分隊長[9]
- 1944年（昭和19年）
  - 3月4日：攻撃第251飛行隊長[10]。トラック島空襲を経験。同年のマリアナ沖海戦では、トラック島からグアム島に出撃し、グアム島からトラック島に生還した。その後、空路にて内地に帰還する。
  - 8月5日：戦闘第162飛行隊長[11]
  - 11月15日：第601海軍航空隊飛行隊長[12]
- 1945年（昭和20年）
  - 2月20日：攻撃第254飛行隊長兼分隊長[13]。菊水作戦における天山の夜間雷撃作戦に携わる。
  - 9月15日：予備役に編入[14]。
- 1954年（昭和29年）6月1日：保安庁警備隊入隊（3等警備正）[15]
- 1958年（昭和33年）
  - 2月：2等海佐に昇任
  - 7月：海上幕僚監部総務部人事課補任班長兼経歴班長
- 1961年（昭和36年）9月1日：第51航空隊司令
- 1964年（昭和39年）1月1日：1等海佐に昇任
- 1966年（昭和41年）7月7日：海上幕僚監部防衛部教育第2課長
- 1969年（昭和44年）4月16日：航空集団司令部幕僚長
- 1970年（昭和45年）7月1日：海将補に昇任、第4航空群司令
- 1971年（昭和46年）7月5日：第1航空群司令
- 1972年（昭和47年）12月16日：教育航空集団司令官に就任
- 1973年（昭和48年）12月1日：海将に昇任、航空集団司令官に就任
- 1975年（昭和50年）7月1日：退官。川崎重工業顧問に就任
- 1989年（平成元年）4月29日：勲三等瑞宝章受章[16]
- 2009年（平成21年）：日本会議・日本協議会の活動に参加
- 2011年（平成23年）：NHK製作のドキュメンタリー番組「『証言記録　兵士たちの戦争』トラック諸島 消えた連合艦隊」に出演し、自身の戦争体験を証言した。肥田の証言を収録したビデオが同社によってインターネット上に設けられたサイト「NHK戦争証言アーカイブス」に掲載されており、誰でも視聴することが可能である。
- 2012年（平成24年）9月12日：肺炎のため、鹿児島県鹿屋市の病院で死去（享年93歳）[17]